# Ostre Górki
Ostre Górki (304 m n.p.m.) – wzgórze w południowo-wschodniej Polsce w Górach Świętokrzyskich na Płaskowyżu Suchedniowskim. Znajduje się na terenie Sieradowickiego Parku Krajobrazowego.

## Szlaki turystyczne
Przez wzgórze nie przebiega żaden szlak turystyczny, najbliżej szczytu (ok. 900 m) biegnie  niebieski szlak turystyczny Wąchock – Cedzyna.